# Lisa Blamèble
Lisa Blamèble (née le 15 septembre 1992 à Paris) est une athlète française, spécialiste du 800 mètres.

## Biographie
Championne de France cadette en 2009, puis junior en 2010, elle se classe quatrième des championnats d'Europe juniors de 2011. En 2012 et 2013, elle s'adjuge le titre national espoir et remporte, cette même année 2013, les championnats de France en salle élite dans le temps de 2 min 4 s 87.
En mai 2014, lors des relais mondiaux de l'IAAF, à Nassau, Lisa Blamèble établit un nouveau Record de France du relais 4 × 800 mètres en 8 min 17 s 54, en compagnie de Justine Fedronic, Clarisse Moh et Rénelle Lamote.
Elle remporte les championnats de France 2015, à Villeneuve-d'Ascq dans un temps de 2 min 5 s 00.

### Palmarès
- Championnats de France d'athlétisme :
  - vainqueur du 800 m en 2015
- Championnats de France d'athlétisme en salle :
  - vainqueur du 800 m en 2013

### Records
| Épreuve | Performance  | Lieu                 | Date           |
| ------- | ------------ | -------------------- | -------------- |
| 800 m   | 2 min 3 s 49 | Sotteville-lès-Rouen | 6 juillet 2015 |